# 1820 год в науке
В 1820 году были различные научные и технологические события, некоторые из которых представлены ниже.

## Открытия
- 28 января — российской экспедиция под руководством Фаддея Беллинсгаузена и Михаила Лазарева впервые увидела шельфовые ледники Антарктиды[1].
- 30 января — британский моряк Эдвард Брансфилд впервые увидел землю (горы) Антарктиды (полуостров Тринити).
- 21 июля — опубликована статья «Experimenta circa effectum conflictus electrici in acum magneticam», в которой Ханс Кристиан Эрстед описал опыт, ставший первым экспериментальным доказательством воздействия электрического тока на магнит.

## События
- Тома де Кольмар начал серийный выпуск арифмометров.
- Создана «Дорога на столбах» — первый монорельс в мире, который построил в 1820 году Иван Эльманов, житель подмосковного села Мячково.
- Основана Йенская обсерватория.
- Прошла перепись населения США.

## Премии и награды
- Медаль Копли присуждена Хансу Эрстеду за работу «Опыты, относящиеся к действию электрического конфликта на магнитную стрелку»[2].

## Родились
- 27 апреля — Герберт Спенсер, английский философ и социолог (ум. 1903).
- 17 мая — Сергей Михайлович Соловьёв, русский историк (ум. 1879).
- 29 сентября — Иван Егорович Забелин, русский историк и археолог (ум. 1909).
- 7 октября – Жан-Шарль Гузо де Леэ, бельгийский астроном (ум. 1888).
- 28 ноября — Фридрих Энгельс, один из основоположников марксизма (ум. 1895).

## Скончались
- 15 января — Роман Фёдорович Тимковский, профессор-филолог.
- 18 января — Себастьян Грауэр, немецкий ботаник и врач.
- 2 апреля — Томас Браун, шотландский философ (род. 1778).
- 2 июля — Петер Доллонд, английский бизнесмен, производитель оптических систем, изобретатель апохромат (род. 1731).